# 오하이오주의 대학 목록
다음은 미국 오하이오주의 대학 목록이다.
- 공군 기술대학원
- 애크런 대학교
- 애슐랜드 대학교
- 볼링그린 주립 대학교
- 케이스 웨스턴 리저브 대학교
- 신시내티 대학교
- 데이턴 대학교
- 데니슨 대학교
- 핀들레이 대학교
- 켄트 주립 대학교
- 케니언 칼리지
- 마이애미 대학교 (오하이오주)
- 오벌린 칼리지
- 오하이오 대학교
- 오하이오 도미니컨 대학교
- 오하이오 주립 대학교
- 오하이오 웨슬리언 대학교

## 같이 보기
- 미국의 대학 목록
- 대학 목록